# Plantago schrenkii
Plantago schrenkii là một loài thực vật có hoa trong họ Mã đề. Loài này được C. Koch miêu tả khoa học đầu tiên.